# Musée municipal d'Art de Yonago
Le musée municipal d’Art de Yonago (米子市美術館, Yonago-shi Bijutsukan) est un musée situé dans la ville de Yonago, préfecture de Tottori, au Japon. Il a ouvert ses portes en 1983.

## Histoire

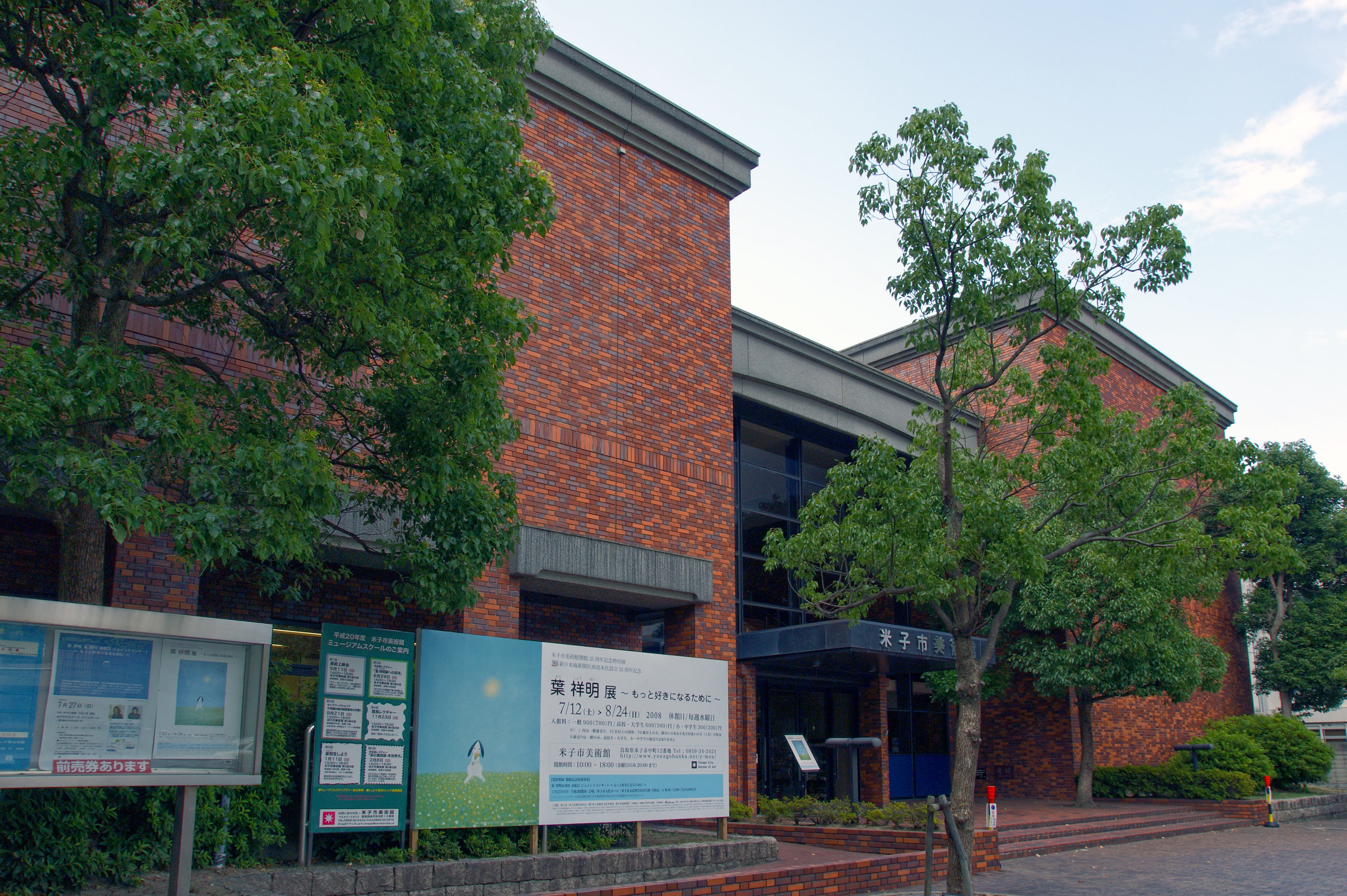
Musée municipal d’Art de Yonago.

## Collection
Le musée possède une collection permanente de peintures et de photographies. Cette dernière comprend des œuvres des photographes Teikō Shiotani et Shōji Ueda.